# Богдановка (Перелюбский район)
Богдановка — хутор в Перелюбском районе Саратовской области в составе  Натальиноярского муниципального образования.

## География
Находится на реке Камелик на расстоянии примерно 11 километров по прямой на юго-восток от районного центра села Перелюб.

## История
Основан в 1900 г переселенцами из украинского села Богдановка.

## Население
Постоянное население составляло 151 человек в 2002 году (русские 45%, курды 27%) ,  160 в 2010 году.